# رضا نقشینه
رضا نقشینه (زاده ۲ شهریور ۱۳۱۳ مسجد سلیمان – درگذشته ۳۰ آذر ۱۳۸۳) دامپزشک و متخصّص آسیب‌شناس دام‌پزشکی ایرانی است، که استاد دانشگاه تهران بود. 

## زندگی
رضا نقشینه در ۲ شهریور ۱۳۱۳ در مسجدسلیمان متولد شد. او پس از طی تحصیلات ابتدایی و متوسطه در تهران، به دانشکده دامپزشکی تهران وارد و به سال ۱۳۳۶ فارغ‌التحصیل شد. پس از عزیمت به آمریکا و گرفتن تخصص آسیب‌شناسی دامپزشکی از دانشگاه ایالتی میشیگان آمریکا در سال ۱۳۴۲ به ایران بازگشت و با عضویت در هیئت علمی دانشکده دامپزشکی دانشگاه تهران در سال ۱۳۴۳ و دانشیاری دانشکده دامپزشکی دانشگاه تهران ارتقا به سمت استادی دانشکده در سال ۱۳۵۲ را تجربه نمود. نقشینه یکی از قدیمی‌ترین استادان دانشگاه تهران بود و در حدود ۴۲ سال در این دانشگاه به تدریس اشتغال داشت. وی عضو پیوسته فرهنگستان علوم و دو بار برنده جایزه بهترین پژوهش بنیادین دانشگاه تهران نیز بوده‌است.

## درگذشت
رضا نقشینه در ۳۰ آذر ۱۳۸۳ به علت بیماری سرطان در تهران درگذشت و در بهشت زهرا دفن گردید. «دانشکده دامپزشکی تهران»، «فرهنگستان علوم ایران»، «موسسه واکسن و سرم سازی رازی» و «جامعه اسلامی دامپزشکی» با دادن پیام‌هایی جداگانه درگذشت او را تسلیت گفتند.

## تالیفات
نقشینه در زمینه تخصصی خود صاحب تألیفاتی است؛ از جمله:
- آسیب‌شناسی دامپزشکی (تومورها)
- آسیب‌شناسی اختصاصی
- کالبد گشایی نشخوارکنندگان

و ترجمه کتاب «آسیب شناسی هندرسون» از منابع معتبر در رشته دامپزشکی

## یادبود
در سال ۱۴۰۱ سازمان زیباسازی شهر تهران از ۲۰ سردیس مشاهیر ایرانی که در سومین سمپوزیوم مجسمه‌سازی مفاخر ایران ساخته شده بودند، در محل کتابخانه ملی رونمایی کرد. «رضا نقشینه» استاد آسیب‌شناسی دامپزشکی از جمله این مشاهیر هستند که مجسمه سردیس او در کتابخانه ملی نصب شده‌است.